# De Heksenmeester
Het Heksenmeester is het derde deel van de boeken-serie De Mayfair Heksen, geschreven door Anne Rice. Deze serie gaat over de geest Lasher die via dertien generaties Mayfair heksen probeert om een lichaam te verkrijgen en die uiteindelijk doorkomt als een Taltos, ofwel een soort superras.

## Samenvatting van het boek
De zigeunerjongen Yuri Stefano wordt in de ‘Glen’ van het Schotse Donnelaith gered door de dwerg Samuel, als enkele mannen hem willen doden. Samuel brengt Yuri naar zijn vriend, de lange meneer Ash, die een Taltos is, ofwel een vreemd wezen van een machtig oeroud volk met menselijke trekken. Yuri raakt geheel in de ban van Ash en vertelt hem over de dode Taltos Lasher, de heksen-familie Mayfair en zijn ‘geliefde’ Mona Mayfair. Als Yuri vervolgens naar New Orleans belt en hoort dat zijn mentor en vriend Aaron Lightner vermoord is, komt hij tot de conclusie dat de Talamasca hierachter zit. Ash denkt dat het vermoedelijk draait om een afvallige groep binnen de Talamasca, en besluit dat hij moet ingrijpen, als Yuri, die ernstig gevaar loopt, hem onverwachts verlaat.
Ondertussen heeft Rowan Mayfair, als ze hoort dat Aaron vermoord is, haar zwijgen verbroken, en besluit om samen met Michael Curry naar Londen te gaan om uit te zoeken wie schuld draagt aan de moord op Aaron. Mona Mayfair moet achterblijven in het huis in First Street omdat zij te jong is en bovendien een kind van Michael draagt. Nabij London heeft Stuart Gordon, een van de oudste leden van de Talamasca een confrontatie met zijn pupillen Marklin en Tommy, die Aaron hebben vermoord. Stuart is woedend hierover en vreest de toorn van de Mayfair-heksen, maar Marklin wijst hem erop dat het verslag van Aaron en Yuri, die zij ook hebben laten doden, over de handelingen van enkele Talamasca-leden inzake de Taltos Lasher hen erg in de problemen had kunnen brengen.
In het Londense moederhuis van de Talamasca vermoordt Ash Anton Marcus, de corrupte Generaal-Overste van de Talamasca, waarna Stuart Gordon het gebouw met grote spoed verlaat. Tommy en Marklin raken in paniek als ze horen dat hun mentor een afspraak heeft met de dood gewaande Yuri, en gaan op zoek naar Stuart. Op een straat-hoek ontmoeten Stuart, Yuri, Rowan, Michael en Ash elkaar, waarna de laatste hen meeneemt in zijn Rolls-Royce. Ash weet direct dat Stuart schuldig is en zegt hem dat hij hem zal doden, waarop Stuart echter onthult dat hij een vrouwelijke Taltos in bezit heeft. In de Rolls-Royce rijden ze naar de verblijfplaats van de Taltos Tessa, die echter onvruchtbaar blijkt te zijn. Stuart is wanhopig, ontkent zijn schuld, maar is niet bereid om Marklin en Tommy te verraden. Ten slotte grijpt hij een pistool, waarna Rowan hem onmiddellijk met haar krachten doodt. Hierna keert Yuri terug naar het moederhuis, waar Marklin en Tommy dodelijk gestraft worden. Rowan en Michael gaan met Ash mee naar New York, waar de Taltos hen over de tragische geschiedenis van zijn volk vertelt.
Ondertussen verloopt de zwangerschap van Mona razendsnel, en Mona begint te begrijpen dat haar ‘Morrigan’ vermoedelijk eenzelfde soort wezen is als Emaleth. Hierdoor is ze erg bang dat Rowan en Michael haar kind zullen doden, omdat ze immers ook Lasher en Emaleth gedood hebben. Dan komt Mary Jane Mayfair, Mona’s favoriete nicht naar First Street en neemt Mona mee naar een ‘veilige’ plaats; het moerashuis van haar oma Dolly Jean May-fair. Daar wordt Morrigan geboren, een Taltos, die al in de buik contact had met haar moeder en razendsnel opgroeit tot een knappe jonge vrouw. Mona benoemt Morrigan als nieuwe erfgenaam van de Mayfair-familie, en keert met haar dochter en Mary Jane terug naar First Street. Daar verdedigt ze haar dochter Morrigan ten opzichte van Michael en Rowan, die haar accepteren echter accepteren zoals ze is; een Taltos. Morrigan is ondertussen volledig buiten zinnen omdat ze de geur van een andere Taltos heeft geroken. Dit is Ash, die zijn nieuwe ‘vrienden’ Michael en Rowan achterna is gereisd. Verrukt rent Morrigan op hem af, en ze omhelzen elkaar. Mona gilt als Ash hen ten slotte zegt dat hij Morrigan zal meenemen naar de Glen. Innig gelukkig met elkaar vertrekken de twee.